# ريكو هيروسويه
ريكو هيروسويه (باليابانية: 廣末 陸) (6 يوليو 1998 في طوكيو في اليابان – )؛ هو لاعب كرة قدم كان يلعب كحارس مرمى.

## وصلات خارجية
- ريكو هيروسويه على موقع رابطة كرة القدم اليابانية للمحترفين (اليابانية)
- ريكو هيروسويه على موقع قاعدة بيانات كرة القدم.إي يو (الإنجليزية)
- ريكو هيروسويه على موقع Soccerway.com (الإنجليزية)
- ريكو هيروسويه على موقع عالم كرة القدم.نت (الإنجليزية)